# Laattaouia Ech-Chaibia
Laattaouia  Ech-Chay (franska: Laattaouia  Ech-Chay (CR), Laattaouia  Ech-Chay (Commune Rurale), arabiska: لعثامنة) är en kommun i Marocko.   Den ligger i provinsen El Kelaâ des Sraghna och regionen Marrakech-Safi, i den norra delen av landet, 240 km söder om huvudstaden Rabat. Antalet invånare är 3 886.